# Pedro de Jerusalén
Pedro de Jerusalén fue el Patriarca de Jerusalén de 524 a 544. Sostenía la creencia  calcedoniana.
El patriarca Pedro, como sucesor de  Juan III y siguiendo en su posición calcedoniana, convocó en septiembre de 536 un Concilio de Jerusalén en el que proclamó su ortodoxia y adhesión al Concilio de Calcedonia. Estuvo de acuerdo en la deposición de Anthimus I, el patriarca monofisita de Constantinopla que fue depuesto ese año. 
En el año 544, el emperador Justiniano emitió un edicto condenando a Teodoro de Mopsuestia, Teodoreto de Ciro e Ive de Edesa, que supuestamente eran nestorianos, pero que nunca fueron excomulgados y que habían muerto en el siglo V. Pedro firmó el edicto, pero incluyó la condición de que si no lo firmaba el Papa de Roma, su firma no sería válida. Finalmente, el emperador obligó al Papa a firmar el edicto.  
El patriarca Pedro murió en 544.